# كريس سايبورغ
كريستيان جوستينو فينانسيو (بالبرتغالية: Cristiane Justino Venâncio؛ مواليد 9 يوليو 1985)، والمعروفة مهنيًا باسم كريس سايبورغ وسابقًا باسم عائلة زوجها كريستيان سانتوس، هي مُقاتلة فنون قتالية مختلطة برازيلية وأمريكية وملاكمة محترفة تُنافس في بيلاتور، حيث تعد بطلة بيلاتور لوزن الريشة للسيدات الحالية بعد أن احتفظت باللقب منذ يناير 2020، وبطلة بي إف إل سوبر فايتس لوزن الريشة الافتتاحي للسيدات. وهي أيضًا بطولة يو إف سي لوزن الريشة للسيدات وسترايك فورس وبطولة إنفيكتا للقتال. وهي المقاتلة الوحيدة في فنون القتال المختلطة في التاريخ التي أصبحت بطلة جراند سلام، حيث فازت ببطولات عالمية عبر خمس منظمات لفنون القتال المختلطة. تعتبر سايبورغ على نطاق واسع واحدة من أعظم مُقاتلات فنون القتال المختلطة على الإطلاق.
برزت سايبورغ لأول مرة عندما فازت بلقب سترايك فورس في 15 أغسطس 2009، بعد هزيمة جينا كارانو عن طريق الضربة الفنية القاضية في الجولة الأولى في أول حدث رئيسي كبير يضم النساء على الإطلاق.

## مسيرتها في فنون القتال المختلطة

### بي إف إل
واجهت سايبورغ بطلة بي إف إل لوزن الريشة للسيدات لعام 2023 وبطلة بيلاتور للوزن الخفيف للسيدات لعام 2022 لاريسا باتشيكو على لقب بطولة بي إف إل سوبر فايت للسيدات في 19 أكتوبر 2024 في حدث نزالات السوبر بي إف إل: معركة العمالقة. فازت بالقتال بقرار القضاة بالإجماع.

## البطولات والإنجازات

### فنون القتال المختلطة
- بيلاتور
  -  بطولة بيلاتور للسيدات لوزن الريشة (مرة واحدة، الحالية)[16]
    - خمسة دفاعات ناجحة عن اللقب
- يو إف سي
  -  بطولة يو إف سي لوزن الريشة للسيدات (مرة واحدة)
    - دفاعان ناجحان عن اللقب

  - قتال الليلة (مرة واحدة) ضد هولي هولم
- بي إف إل
  -  بطولة نزالات السوبر بي إف إل: معركة العمالقة لوزن الريشة للسيدات (مرة واحدة، الأولى، الحالية)
- سترايك فورس
  -  بطولة سترايك فورس لوزن الريشة للسيدات (مرة واحدة؛ الأولى؛ الأخيرة؛ فقط)
    - دفاعان ناجحان عن اللقب

  - أفضل مقاتلة لعام 2010[17]
- بطولة إنفيكتا للقتال
  -  بطولة إنفيكتا لوزن الريشة للسيدات (مرة واحدة؛ الأولى)
    - ثلاث دفاعات ناجحة عن اللقب

  - أداء الليلة (مرتين) ضد شارمين تويت[18] وفيث فان دوين[19]
- جوائز فنون القتال المختلطة العالمية
  - أفضل مقاتلة لعام 2009[20]
  - أفضل مقاتلة لعام 2010[21]
- جوائز فنون القتال المختلطة للسيدات
  - وزن الريشة لعام 2013
  - أفضل ملاكمة لعام 2011
  - وزن الريشة لعام 2010
  - وزن الريشة لعام 2009
  - عنوان العام 2009 مع/ جينا كارانو في سترايك فورس: كارانو ضد سايبورغ

## سجل فنون القتال المختلطة
| السجل المهني |        |         |
| 31 نزال      | 28 فوز | 2 خسارة |
| ضربة قاضية   | 21     | 1       |
| إخضاع        | 1      | 1       |
| قرار القضاة  | 6      | 0       |
| بدون قرار    | 1      | 1       |

| النتيجة | السجل    | الخصم            | الطريقة                                  | الحدث                                     | التاريخ        | الجولة | الوقت | المكان                                   | الملاحظات |
| ------- | -------- | ---------------- | ---------------------------------------- | ----------------------------------------- | -------------- | ------ | ----- | ---------------------------------------- | --- |
| فازت    | 28–2 (1) | لاريسا باتشيكو   | قرار القضاة (بالإجماع)                   | نزالات السوبر بي إف إل: معركة العمالقة    | 19 أكتوبر 2024 | 5      | 5:00  | الرياض، السعودية                         | فازت بلقب بطولة بي إف إل سوبر فايت للسيدات لوزن الريشة الافتتاحي للسيدات. |
| فازت    | 27–2 (1) | كات زينغانو      | ضربة فنية قاضية (باللكمات)               | بيلاتور 300                               | 7 أكتوبر 2023  | 1      | 4:01  | سان دييغو، كاليفورنيا، الولايات المتحدة  | دافعت عن لقب بطولة بيلاتور لوزن الريشة للسيدات. |
| فازت    | 26–2 (1) | أرلين بلنكوي     | قرار القضاة (بالإجماع)                   | بيلاتور 279                               | 23 أبريل 2022  | 5      | 5:00  | هونولولو، هاواي، الولايات المتحدة        | دافعت عن لقب بطولة بيلاتور لوزن الريشة للسيدات. تم خصم نقطة واحدة من رصيد سايبورغ في الجولة الأولى بسبب إصابة في الركبة. حطمت الرقم القياسي لعدد مرات الدفاع المتتالية عن لقب بطولة بيلاتور لوزن الريشة للسيدات في بيلاتور (4). |
| فازت    | 25–2 (1) | سينيد كافانا     | ضربة قاضية (باللكمات)                    | بيلاتور 271                               | 12 نوفمبر 2021 | 1      | 1:32  | هوليوود، فلوريدا، الولايات المتحدة       | دافعت عن لقب بطولة بيلاتور لوزن الريشة للسيدات. |
| فازت    | 24–2 (1) | ليزلي سميث       | ضربة فنية قاضية (باللكمات)               | بيلاتور 259                               | 21 مايو 2021   | 5      | 4:51  | أونكاسفيل، كونيتيكت، الولايات المتحدة    | دافعت عن لقب بطولة بيلاتور لوزن الريشة للسيدات. |
| فازت    | 23–2 (1) | أرلين بلنكوي     | إخضاع (خنق خلفي عاري)                    | بيلاتور 249                               | 15 أكتوبر 2020 | 2      | 2:36  | أونكاسفيل، كونيتيكت، الولايات المتحدة    | دافعت عن لقب بطولة بيلاتور لوزن الريشة للسيدات. |
| فازت    | 22–2 (1) | جوليا بود        | ضربة فنية قاضية (باللكمات)               | بيلاتور 238                               | 25 يناير 2020  | 4      | 1:14  | إنغليووود، كاليفورنيا، الولايات المتحدة  | فازت بلقب بطولة بيلاتور لوزن الريشة للسيدات. |
| فازت    | 21–2 (1) | فيليسيا سبنسر    | قرار القضاة (بالإجماع)                   | يو إف سي 240                              | 27 يوليو 2019  | 3      | 5:00  | إدمونتون، ألبرتا، كندا                   | |
| خسرت    | 20–2 (1) | أماندا نونيز     | ضربة قاضية (بلكمة)                       | يو إف سي 232                              | 29 ديسمبر 2018 | 1      | 0:51  | إنغليووود، كاليفورنيا، الولايات المتحدة  | خسرت لقب بطولة يو إف سي لوزن الريشة للسيدات. |
| فازت    | 20–1 (1) | يانا كونيتسكايا  | ضربة فنية قاضية (باللكمات)               | يو إف سي 222                              | 3 مارس 2018    | 1      | 3:25  | لاس فيغاس، نيفادا، الولايات المتحدة      | دافعت عن لقب بطولة يو إف سي لوزن الريشة للسيدات. |
| فازت    | 19–1 (1) | هولي هولم        | قرار القضاة (بالإجماع)                   | يو إف سي 219                              | 30 ديسمبر 2017 | 5      | 5:00  | لاس فيغاس، نيفادا، الولايات المتحدة      | دافعت عن لقب بطولة يو إف سي لوزن الريشة للسيدات. قتال الليلة. |
| فازت    | 18–1 (1) | تونيا إيفنجر     | ضربة فنية قاضية (بالركبتين)              | يو إف سي 214                              | 29 يوليو 2017  | 3      | 1:56  | آناهايم، كاليفورنيا، الولايات المتحدة    | فازت بلقب بطولة يو إف سي لوزن الريشة للسيدات. |
| فازت    | 17–1 (1) | لينا لانسبيرغ    | ضربة فنية قاضية (باللكمات)               | يو إف سي ليلة القتال: سايبورغ ضد لانسبيرج | 24 سبتمبر 2016 | 2      | 2:29  | برازيليا، البرازيل                       | نزال في وزن غير محدد (140 رطل). |
| فازت    | 16–1 (1) | ليزلي سميث       | ضربة فنية قاضية (باللكمات)               | يو إف سي 198                              | 14 مايو 2016   | 1      | 1:21  | كوريتيبا، البرازيل                       | نزال في وزن غير محدد (140 رطل). |
| فازت    | 15–1 (1) | داريا إبراجيموفا | ضربة قاضية (باللكمات)                    | إنفيكتا إف سي 15: سايبورغ ضد إبراجيموفا   | 16 يناير 2016  | 1      | 4:58  | كوستا ميسا، كاليفورنيا، الولايات المتحدة | دافعت عن لقب بطولة إنفيكتا للقتال لوزن الريشة للسيدات. تنازلت سايبورغ عن اللقب في 24 مارس 2017. |
| فازت    | 14–1 (1) | فيث فان دوين     | ضربة فنية قاضية (بالركبة للجسم واللكمات) | إنفيكتا إف سي 13: سايبورغ ضد فان دوين     | 9 يوليو 2015   | 1      | 0:45  | لاس فيغاس، نيفادا، الولايات المتحدة      | دافعت عن لقب بطولة إنفيكتا للقتال لوزن الريشة للسيدات. أداء الليلة. |
| فازت    | 13–1 (1) | شارمين تويت      | ضربة فنية قاضية (باللكمات)               | إنفيكتا إف سي 11: سايبورغ ضد تويت         | 27 فبراير 2015 | 1      | 0:46  | لوس أنجلوس، كاليفورنيا، الولايات المتحدة | دافعت عن لقب بطولة إنفيكتا للقتال لوزن الريشة للسيدات. أداء الليلة. |
| فازت    | 12–1 (1) | مارلوس كوينين    | ضربة فنية قاضية (باللكمات والمرفقين)     | إنفيكتا إف سي 6: كوينين ضد سايبورغ        | 13 يوليو 2013  | 4      | 4:10  | كانساس سيتي، ميزوري، الولايات المتحدة    | فازت بلقب بطولة إنفيكتا للقتال لوزن الريشة للسيدات. |
| فازت    | 11–1 (1) | فيونا موكسلو     | ضربة فنية قاضية (بالركبتين واللكمات)     | إنفيكتا إف سي 5: بيني ضد واترسون          | 5 أبريل 2013   | 1      | 3:46  | كانساس سيتي، ميزوري، الولايات المتحدة    | الفائزة ستُقاتل على لقب بطولة إنفيكتا للقتال لوزن الريشة للسيدات. |
| ب.ف     | 10–1 (1) | هيروكو ياماناكا  | بدون فائز (انقلبت)                       | سترايك فورس: ميلينديز ضد ماسفيدال         | 17 ديسمبر 2011 | 1      | 0:16  | سان دييغو، كاليفورنيا، الولايات المتحدة  | على لقب بطولة سترايك فورس لوزن الريشة للسيدات. في الأصل كانت فوز بالضربة الفنية القاضية (باللكمات) لسايبورغ؛ ولكن تم إلغاؤه وتجريدها من اللقب في 6 يناير 2012 بعد أن ثبتت إيجابية اختبارها للستانوزولول.                        |
| فازت    | 10–1     | جان فيني         | ضربة قاضية (بالركبة إلى الجسم)           | سترايك فورس: فيدور ضد ويردوم              | 26 يونيو 2010  | 2      | 2:56  | سان خوسيه، كاليفورنيا، الولايات المتحدة  | دافعت عن لقب بطولة سترايك فورس لوزن الريشة للسيدات. |
| فازت    | 9–1      | مارلوس كوينين    | ضربة فنية قاضية (باللكمات)               | سترايك فورس: ميامي                        | 30 يناير 2010  | 3      | 3:40  | صنرايز، فلوريدا، الولايات المتحدة        | دافعت عن لقب بطولة سترايك فورس لوزن الريشة للسيدات. |
| فازت    | 8–1      | جينا كارانو      | ضربة فنية قاضية (باللكمات)               | سترايك فورس: كارانو ضد سايبورغ            | 15 أغسطس 2009  | 1      | 4:59  | سان خوسيه، كاليفورنيا، الولايات المتحدة  | فازت بلقب بطولة سترايك فورس الافتتاحية لوزن الريشة للسيدات. |
| فازت    | 7–1      | هيتومي أكانو     | ضربة فنية قاضية (باللكمات)               | سترايك فورس: شامروك ضد دياز               | 11 أبريل 2009  | 3      | 0:35  | سان خوسيه، كاليفورنيا، الولايات المتحدة  | نزال في وزن غير محدد (150 رطل)؛ سايبورغ أخفقت في الوزن. |
| فازت    | 6–1      | يوكو تاكاهاشي    | قرار القضاة (بالإجماع)                   | إيليت إكس سي: الحرارة                     | 4 أكتوبر 2008  | 3      | 3:00  | صنرايز، فلوريدا، الولايات المتحدة        | نزال في وزن غير محدد (150 رطل). |
| فازت    | 5–1      | شاينا بازلر      | ضربة فنية قاضية (باللكمات)               | إيليت إكس سي: عمل غير مكتمل               | 26 يوليو 2008  | 2      | 2:48  | ستوكتون، كاليفورنيا، الولايات المتحدة    | نزال في وزن غير محدد (140 رطل). |
| فازت    | 4–1      | ماريس فيتوريا    | ضربة فنية قاضية (بالدوس)                 | عاصفة الساموراي 12                        | 25 نوفمبر 2006 | 1      | 1:27  | كوريتيبا، البرازيل                       | |
| فازت    | 3–1      | إلين سانتياجو    | ضربة فنية قاضية (إيقاف الزاوية)          | عاصفة الساموراي 11                        | 21 مايو 2006   | 1      | 2:46  | كوريتيبا، البرازيل                       | |
| فازت    | 2–1      | كريس شرودر       | ضربة فنية قاضية (باللكمات)               | عاصفة الساموراي 10                        | 28 يناير 2006  | 1      | غ/م   | كوريتيبا، البرازيل                       | |
| فازت    | 1–1      | فانيسا بورتو     | قرار القضاة (بالإجماع)                   | عاصفة الساموراي 9                         | 20 نوفمبر 2005 | 3      | 5:00  | كوريتيبا، البرازيل                       | |
| خسرت    | 0–1      | إيريكا بايس      | إخضاع (شريط الركبة)                      | شاو فايت 2                                | 17 مايو 2005   | 1      | 1:46  | ساو باولو، البرازيل                      | أول ظهور في وزن الريشة. |

## سجل الموياي تاي
| 2 فوزين (2 بالإنهاء)، 1 خسارة (1 بالقرار)، 0 تعادل                    |       |               |                 |                   |                |        |       |                   |
| التاريخ                                                               | السجل | الخصم         | الطريقة         | المكان            | التاريخ        | الجولة | الوفت | المكان            |
| خسرت                                                                  | 2–1   | جورينا بارس   | قرار بالإجماع   | قتال الأسد 14     | 28 مارس 2014   | 5      | 3:00  | لاس فيغاس، نيفادا |
| على بطولة قتال الأسد للعالم الأولى لوزن الوسط للسيدات في الموياي تاي. |       |               |                 |                   |                |        |       |                   |
| فازت                                                                  | 2–0   | جينيفر كولومب | ضربة فنية قاضية | قتال الأسد 11     | 20 سبتمبر 2013 | 3      | 0:54  | لاس فيغاس، نيفادا |
| فازت                                                                  | 1–0   | إيدنا جلوريا  | ضربة قاضية      | تحفيز الموياي تاي | 21 أكتوبر 2006 | 1      | 1:30  | كوريتيبا، بارانا  |
| المفاتيح فوز خسارة تعادل/بدون فائز الملاحظات                          |       |               |                 |                   |                |        |       |                   |

## سجل الملاكمة الاحترافية
| 4 نزال       | 4 فوز | 0 خسارة |
| ------------ | ----- | ------- |
| ضربة القاضية | 2     | 0       |
| قرار القضاة  | 2     | 0       |

| # | النتيجة | السجل | الخصم           | النوع         | جولة، الوقت | التاريخ        | المكان                                                         | الملاحظات                                                         |
| - | ------- | ----- | --------------- | ------------- | ----------- | -------------- | -------------------------------------------------------------- | ----------------------------------------------------------------- |
| 4 | فازت    | 4–0   | آريا وايلد      | ضربة قاضية    | 2           | 15 يونيو 2024  | إنديغو في دا أو2، لندن، إنجلترا، المملكة المتحدة               |                                                                   |
| 3 | فازت    | 3–0   | كيسي ويكستروم   | ضربة قاضية    | 1           | 19 يناير 2024  | منتجع وكازينو بيتشانجا، تيميكولا، كاليفورنيا، الولايات المتحدة |                                                                   |
| 2 | فازت    | 2–0   | غابرييل هولواي  | قرار بالإجماع | 4           | 10 ديسمبر 2022 | مركز تشي الصحي، أوماها، نبراسكا، الولايات المتحدة              |                                                                   |
| 1 | فازت    | 1–0   | سيموني دا سيلفا | قرار بالإجماع | 8           | 25 ديسمبر 2022 | ملعب أرينا دي بايكسادا، كوريتيبا، بارانا، البرازيل             | تمت الموافقة على النزال الاجترافي بموجب لجنة جمعية بارانا للقتال. |

## نزالات الدفع مقابل المشاهدة
| #  | الحدث        | القتال                | التاريخ        | المكان                                | المدينة                                 | المبلغ      |
| -- | ------------ | --------------------- | -------------- | ------------------------------------- | --------------------------------------- | ----------- |
| 1. | يو إف سي 219 | سايبورغ ضد هولم       | 30 ديسمبر 2017 | تي موبايل أرينا                       | لاس فيغاس، نيفادا، الولايات المتحدة     | 380،000     |
| 2. | يو إف سي 222 | سايبورغ ضد كونيتسكايا | 3 مارس 2018    | تي موبايل أرينا                       | لاس فيغاس، نيفادا، الولايات المتحدة     | 260،000     |
| 3. | بيلاتور 238  | بود ضد سايبورغ        | 25 يناير 2020  | منتدى كيا                             | إنغليووود، كاليفورنيا، الولايات المتحدة | لم يُكشف عنه |
| 4. | بيلاتور 249  | سايبورغ ضد بلنكوي     | 15 أكتوبر 2020 | موهيغان صن أرينا                      | أونكاسفيل، كونيتيكت، الولايات المتحدة   | لم يُكشف عنه |
| 5. | بيلاتور 259  | سايبورغ ضد سميث 2     | 21 مايو 2021   | موهيغان صن أرينا                      | أونكاسفيل، كونيتيكت، الولايات المتحدة   | لم يُكشف عنه |
| 6. | بيلاتور 271  | سايبورغ ضد كافاناغ    | 12 نوفمبر 2021 | فندق سيمينول هارد روك وكازينو هوليوود | هوليوود، فلوريدا، الولايات المتحدة      | لم يُكشف عنه |
| 7. | بيلاتور 279  | سايبورغ ضد بلنكوي 2   | 23 أبريل 2022  | ساحة نيل إس بلايزديل                  | هونولولو، هاواي، الولايات المتحدة       | لم يُكشف عنه |

## وصلات خارجية
- الموقع الرسمي
- كريس سايبورغ على موقع يو إف سي (الإنجليزية)
- كريس سايبورغ على موقع بيلاتور (الإنجليزية)
- كريس سايبورغ على موقع شيردوغ (الإنجليزية)
- كريس سايبورغ على موقع Tapology.com (الإنجليزية)
- كريس سايبورغ على موقع فايت ماتريكس (الإنجليزية)
- كريس سايبورغ على موقع IMDb (الإنجليزية)
- كريس سايبورغ على موقع قاعدة بيانات الفيلم (الإنجليزية)
- كريس سايبورغ على موقع يو إف سي (الإنجليزية)
- كريس سايبورغ على موقع بيلاتور (الإنجليزية)
- كريس سايبورغ على موقع شيردوغ (الإنجليزية)
- كريس سايبورغ على موقع Tapology.com (الإنجليزية)
- كريس سايبورغ على موقع فايت ماتريكس (الإنجليزية)
- كريستيان «سايبورغ» جوستينو على Invicta FC

| الجوائز و الإنجازات                  | الجوائز و الإنجازات                                                                  | الجوائز و الإنجازات |
| ------------------------------------ | ------------------------------------------------------------------------------------ | ------------------- |
| New championship                     | أول بطلة سترايك فورس لوزن الريشة للسيدات 15 أغسطس 2009 – 6 يناير 2012 جُرِّدت           | شاغر                |
| New championship                     | أول بطلة لبطولة إنفيكتا للقتال لوزن الريشة للسيدات 13 يوليو 2013 – 24 مارس 2017 شاغر | تبعه ميجان أندرسون  |
| شاغرآخر من حمل اللقب راندا دي جيرمين | ثاني بطلة يو إف سي لوزن الريشة للسيدات 29 يوليو 2017 – 29 ديسمبر 2018                | تبعه أماندا نونيز   |